# 阿久比川

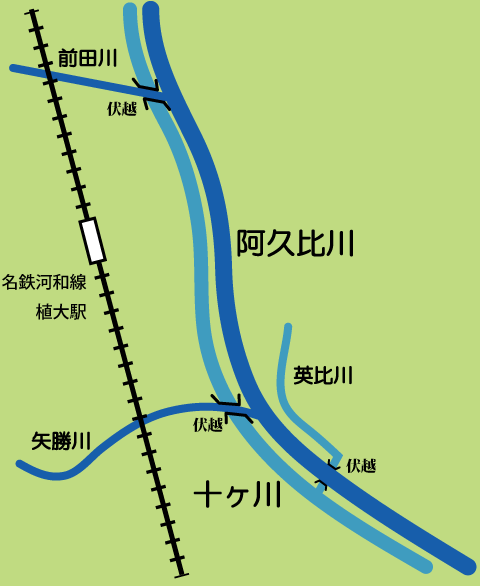
十ヶ川と阿久比川の関係

阿久比川（あぐいがわ）は、愛知県知多半島を流れる二級河川。二級水系阿久比川の本流。

## 地理
知多郡東浦町緒川の丘陵地に源を発し、知多郡阿久比町内で支流の草木川・福山川・前田川・矢勝川などと合流し、半田市の市街地を流れて衣浦湾に注ぐ。流路延長は約10.4km、流域面積は約33.1km2。
水系の流域は半田市・知多市・東海市・常滑市・阿久比町・東浦町の4市2町にまたがり、流域内人口は2014年（平成26年）時点で約54,000人。流域圏内の水道用水は愛知用水を通じて木曽川水系から供給され、工業用水は木曽川水系および矢作川水系に依存しており、阿久比川水系は灌漑のみに利用されている。
川幅や勾配は、二級河川上流端から草木川合流点までの上流部が10mで1/300程度、矢勝川合流点までの中流部が20～50mで1/600程度、以下河口までの下流部が50～200mで水平～1/1000程度。中流部以下は天井川の形態となっており、河口付近の市街地ではポンプによって阿久比川に排水している。
中流部以下で十ヶ川と近接並行して流れるが、十ヶ川水系は阿久比川水系よりも河床が低く、十ヶ川水系は阿久比川水系を伏せ越しして流れている。

## 主な支流
二級河川と準用河川を下流側から順に記載する。
| 河川     | よみ         | 次数    | 種別              | 管理者        | 主な経過地                        | 河川延長 （km） | 備考 |
| -------- | ------------ | ------- | ----------------- | ------------- | --------------------------------- | --------------- | ---- |
| 阿久比川 | あぐいがわ   | 本川    | 二級河川 準用河川 | 愛知県 東浦町 | 半田市、阿久比町、 知多市、東浦町 | 10.4            |      |
| 矢勝川   | やかちがわ   | 1次支川 | 二級河川          | 愛知県        | 阿久比町、半田市、 常滑市         | 4.6             |      |
| あん川   | あんがわ     | 2次支川 | 準用河川          | 半田市        | 半田市                            |                 |      |
| 欠ヶ下川 | かけしたがわ | 2次支川 | 準用河川          | 半田市        | 半田市                            |                 |      |
| 前田川   | まえだがわ   | 1次支川 | 二級河川          | 愛知県        | 阿久比町                          | 2.5             |      |
| 福山川   | ふくやまがわ | 1次支川 | 二級河川          | 愛知県        | 阿久比町                          | 1.4             |      |
| 草木川   | くさきがわ   | 1次支川 | 二級河川          | 愛知県        | 阿久比町                          | 2.8             |      |
| 鎌池川   | かまいけがわ | 1次支川 | 準用河川          | 半田市        | 半田市                            |                 |      |